# Gliganu de Jos, Argeș
Gliganu de Jos este un sat în comuna Rociu din județul Argeș, Muntenia, România.